# 藤澤秀一
藤澤 秀一（ふじさわ しゅういち、1955年4月11日 - ）は、日本の研究者・技術者。NHK放送技術研究所元所長。一般財団法人NHKエンジニアリングシステム理事長。総務省情報通信審議会専門員。

## 人物・経歴
東京都出身。1979年、上智大学理工学部電気電子工学科卒業。1980年、日本放送協会（NHK）に入局し、同営業局営業技術部に配属。1982年より、NHK放送技術研究所において中波ステレオ放送、ハイビジョンデジタル光伝送、光CATV等の研究に従事。1997年より、技術局開発センターにてBSデジタル放送の立ち上げ、2001年より技術局計画部において地上デジタル放送の立ち上げに従事。2004年、同研究所研究企画部長、2005年、総合企画室デジタル放送推進統括担当部長、2010年、同研究所副所長を経て、2012年、同研究所所長に就任。2014年、同研究所所長から退任。現在は、一般財団法人NHKエンジニアリングシステム理事長、総務省情報通信審議会専門員を務めている。